# Dmitri Chestak
Dmitri Valerievitch Chestak (en russe : Дмитрий Валерьевич Шестак) est un joueur russe de volley-ball né le 28 novembre 1986. Il mesure 2,06 m et joue central.

## Clubs
| Club                               | De        | À         |
| ---------------------------------- | --------- | --------- |
| Samotlor Nijnievartovsk            | 2007-2008 | 2007-2008 |
| Lokomotiv Belgorod                 | 2008-2009 | 2008-2009 |
| Oural Oufa                         | 2009-2010 | 2009-2010 |
| Dinamo Moscou                      | 2010-2011 | 2010-2011 |
| VK Tioumen                         | 2011-2012 | 2011-2012 |
| Lokomotiv-Izoumroud Iekaterinbourg | 2012-2013 | 2012-2013 |
| VK Kouzbass Kemerovo               | 2013-2014 | ...       |

## Palmarès
- Championnat d'Europe des moins de 19 ans (1)
  - Vainqueur : 2003
- Coupe de la CEV (1)
  - Vainqueur : 2009
- Championnat de Russie
  - Finaliste : 2011
- Coupe de Russie
  - Finaliste : 2010